# 坎普博尼图
坎普博尼图是巴西巴拉那州的一个市镇。总面积433.836平方公里，总人口4458人，人口密度10.3人/平方公里。